# Llantilio Pertholey
 (juin 2018).
Si vous disposez d'ouvrages ou d'articles de référence ou si vous connaissez des sites web de qualité traitant du thème abordé ici, merci de compléter l'article en donnant les références utiles à sa vérifiabilité et en les liant à la section « Notes et références ».
Llantilio Pertholey est une localité du pays de Galles, en Grande-Bretagne, située dans le comté du Monmouthshire.

## Histoire
L'église médiévale de St Teilo du XIIIe siècle porte le nom d'un évêque de Llandaff du VIe siècle qui a été canonisé pour ses bonnes œuvres. L'église est un bel exemple d'église rurale galloise avec trois chapelles datant d'environ 1350.
Le petit village de Llantilio Pertholey possède également un conseil communautaire actif.